# Nino Ziswiler
Nino Ziswiler (* 23. Oktober 1999 in Spiez) ist ein Schweizer Fussballtorhüter. Er spielt seit seiner Jugend beim FC Thun und ist ehemaliger Juniorennationalspieler.

## Karriere

### Verein
Ziswiler begann mit dem Fussballspielen 2007 in seiner Heimatstadt beim FC Spiez, ehe er 2011 in den Nachwuchs des FC Thun aufgenommen wurde und dort die übrigen Jugendmannschaften durchlief. Ab 2017 kam er in der U21 des Vereins zum Einsatz, die in der viertklassigen 1. Liga antrat, nachdem er dort bereits seit Mai 2016 noch ohne Einsatz schon vereinzelt im Kader gestanden hatte. Ab der Saison 2018/19 sass er auch bei einzelnen Spielen der Profimannschaft in der Super League auf der Ersatzbank, ohne dort zum Einsatz zu kommen. Sein Profidebüt feierte er drei Jahre später im Laufe der Saison 2021/22, nachdem die Mannschaft zwischenzeitlich in die zweitklassige Challenge League abgestiegen war, als er ab Oktober 2021 zunächst in Vertretung für den verletzten Stammtorwart Andreas Hirzel ins Tor rückte und ihn anschliessend für den Rest der Spielzeit verdrängte. Zu Beginn der folgenden Saison 2022/23 verletzte sich Ziswiler selbst und verlor anschliessend seinen Stammplatz an den in der Folge neu verpflichteten Mateo Matić. Nach dessen Abgang zwei Jahre später im Sommer 2024 verpasste Ziswiler den Anfang der Saison 2024/25 verletzungsbedingt. Nach seiner Rückkehr konnte er sich im September 2024 zunächst wieder als Stammtorhüter durchsetzen, verlor diesen Status gegen Ende der Saison ab April 2025 jedoch wieder an Niklas Steffen. Am Saisonende stieg er mit der Mannschaft als Zweitligameister in die Super League auf.

### Nationalmannschaft
Ziswiler bestritt im Laufe des Jahres 2018 jeweils ein Länderspiel mit der Schweizer U19- und der U20-Nationalmannschaft.